# Инкубация
Инкуба́ция (от лат. incubare — высиживать, выдерживать в чём-то, или дословно — «детёныш на песке») — естественный процесс развития яйцекладущих животных (птиц, земноводных, пресмыкающихся, ящериц, простейших, червей и т. п. представителей животного мира) от кладки яиц, икры и/или спор, до появления выводка, протекающий при определённых температурных и иных климатических условиях или в искусственно созданной человеком среде.

## История
|  |  |

Способы искусственной инкубации уходят своими корнями в далёкую историю древности.
До нас дошли сведения, что ещё в Древнем Египте за полторы тысячи лет до нового летосчисления знали и использовали способы искусственного инкубирования яиц. Однако правом заниматься инкубацией обладали лишь посвящённые в тайны бытия и мироздания, — жрецы. При специализированных религиозных храмовых комплексах устраивались особые сооружения в виде небольших зданий, которые и были инкубаториями, где одновременно могло находиться и инкубироваться несколько десятков тысяч яиц одомашненной птицы. На плоской крыше такого сооружения сжигалась солома, а индикатором температурного режима служила особая смесь, находившаяся в жидком состоянии при строго заданной температуре.
Иные и не менее древние приспособления для инкубирования яиц применялись в Китае. Инкубируемые яйца выдерживались в особых печах и/или траншеях, наполненных мякиной и согреваемых солнцем.
Попытки европейской инкубации яиц в XI—XII веках были малоэффективными. Первым сообщением об эффективном инкубаторе в Европе является повествование о французском изобретении XVIII века, которое сделал Рене Антуан Реосмюр. Реосмюр доказал, что для нормального развития зародышей в яйцах птиц необходима не только оптимальная температура, но и достаточная вентиляция. С этого времени птицеводство стало подсобной отраслью развивающегося сельского хозяйства, и инкубированием яиц занимались не только домохозяйки — при помощи домашней птицы, но и любители новых технологий.
В России, до начала XIX века, инкубаторы не получили большого распространения и разведением птиц занимались по-старинке — дедовскими методами, с применением наседок.
В XX веке начинают развиваться промышленные специализированные птицеводческие хозяйства, в которых начинают использоваться высокопроизводительные инкубаторы на тысячи и десятки тысяч яиц. В СССР были созданы крупнейшие птицефабрики, где инкубирование яиц было одним из звеньев производства мясной продукции. Массовое, промышленное изготовление инкубаторов в СССР началось в 1928 году. До 1941 года птицеводческие хозяйства оснащались инкубаторами марок «Украинский гигант», «Коммунар», «Спартак» и другими. Их ёмкость составляла от 16 до 24 тысяч яиц.

## Инкубация в народном хозяйстве и хобби
В условиях рыночной экономики возникла насущная потребность создания средних и малых птицеводческих хозяйств, продукция которых вовремя находила бы потребителя. В связи с этим вырос интерес к инкубированию яиц как к одному из способов повышения экономической эффективности народного хозяйства. Появились более сложные и современные инкубаторы, обеспечивающие очень высокий процент выводимости птенцов, однако эти устройства достаточно дороги, и владельцам мелких фермерских хозяйств они не по карману. Поэтому нередко приходится довольствоваться инкубаторами старых моделей, которые по большинству параметров немногим уступают новейшим образцам.

### Инкубационный период
— период инфекционного заболевания в медицине
Инкубационный период — отрезок времени от момента закладки яиц на инкубацию до выхода из них молодняка (икры, спор и т. д.) для каждого вида животных различен и зависит от многих факторов как внешнего, так и внутреннего характера. К внешним факторам относятся температурный режим инкубации и влажность, а также некоторые химические особенности среды для инкубации (химический баланс, кислотность воды или загрязнённость почвы). К внутренним — химические предпосылки, иммунные процессы и генетическая наследственность.

## Народнохозяйственное значение

### В сельском хозяйстве
В массовом производстве мяса птиц, а в некоторых странах — земноводных и пресмыкающихся, а также — насекомых.

### В науке
В экспериментах и опытах по био-, генной- и зооинженерии, а также в микробиологии.

### В медицине
- Выхаживание недоношенных детей
- Иммунология[уточнить]

### В природоохранной деятельности
Инкубация исчезающих видов животных в зоопарках, в специализированных питомниках и на фермах.

### Дома
Инкубация яиц и икры домашних питомцев.